# Secretaria da Cultura do Estado do Piauí
| Secretaria da Cultura |                                                   |
| Praça da Bandeira ou Praça Marechal Deodoro, 816 - centro, CEP 64.000-160 Teresina. Telefone (86) 3221-7666 website oficial |                                                   |
| Palácio da Cultura, sede da Secretaria da Cultura do Estado do Piauí (Foto: Moacir Ximenes)                                 |                                                   |
| Palácio da Cultura, sede da Secretaria da Cultura do Estado do Piauí (Foto: Moacir Ximenes)                                 |                                                   |
| Atual secretário | Ingrid Pereira da Silva, desde 5 de setembro 2024 |

A Secretaria da Cultura do Estado do Piauí é o órgão da administração executiva do governo do estado do Piauí encarregado de apoiar, executar ou desenvolver políticas sobre a cultura no âmbito do estado.

## História

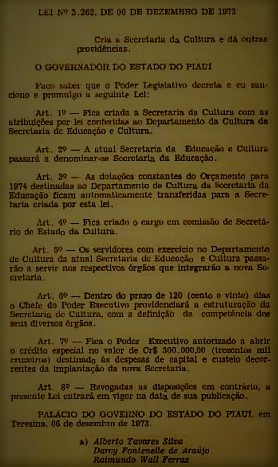
Lei de criação em 6 de dezembro de 1973.

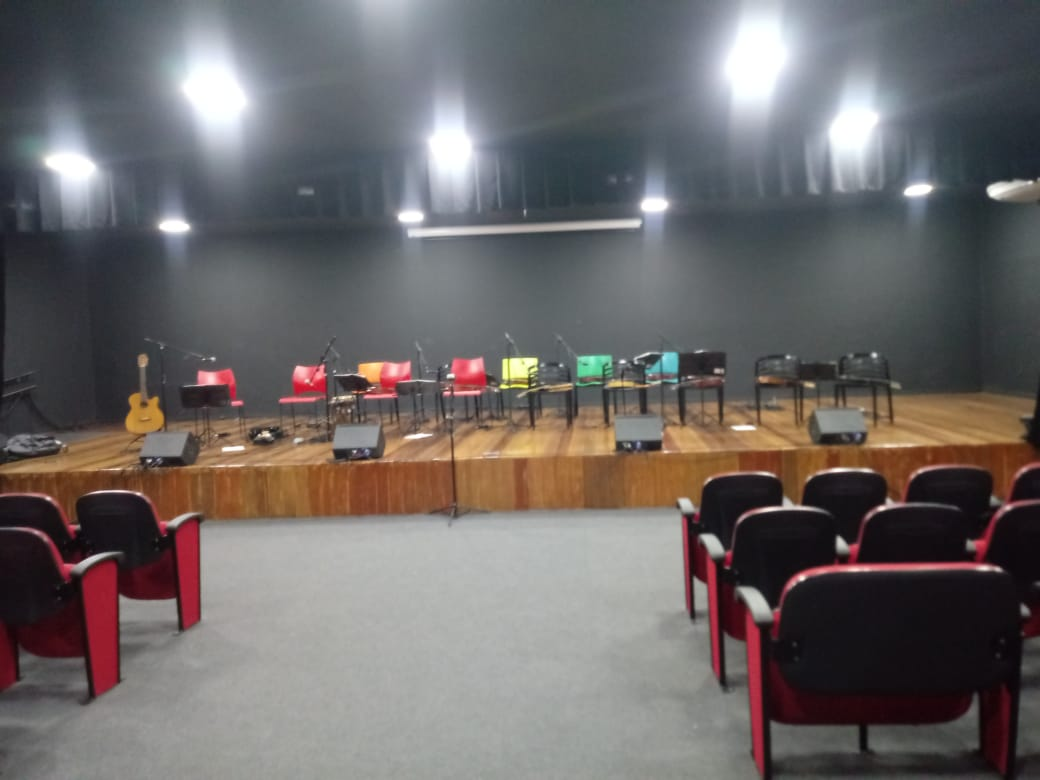
Auditório.

De acordo com Cláudio Bastos, no Dicionário histórico e geográfico do Estado do Piauí, em 6 de dezembro de 1973 o governo do Piauí, por meio da lei estadual nº 3.262, criou a Secretaria Estadual da Cultura, Desportos e Turismo, mas nos anos inciais da década de 1990 a mesma foi extinguida sendo sucedida pala Fundação Cultural do Piauí e pela FAGEPI e em 1997 tais órgãos foram fundidos na  Fundação Estadual de Cultura e do Esportes do Estado do Piauí e em 2003 se torna em Fundação Estadual de Esportes do Piauí e na Fundação Cultural do Piauí (FUNDAC), ambas com competências separadas. Em 2015, a lei estadual nº 6673, de 18 de junho de 2015, funde os órgãos anteriores e recria a Secretaria de Estada da Cultura.
No governo de Hugo Napoleão do Rego Neto o órgão ainda era oficialmente denominado de  Secretaria de Cultura, Desportos e Turismo do Piauí e o títular foi o advogado Jesualdo Cavalcanti Barros.

## Competências legais
- Estimular, desenvolver, difundir e documentar as atividades culturais do Estado, bem como as manifestações da cultura popular;
- Desenvolver um plano editorial visando à promoção do autor piauiense e nordestino;
- Coordenar pesquisa sócio-econômico-cultural visando ao conhecimento da realidade estadual;
- Promover ações voltadas para a preservação do patrimônio arqueológico, histórico e artístico do Estado;
- Coordenar e apoiar tecnicamente as atividades do Sistema Estadual de Bibliotecas e dos Museus Estaduais.
- Promover a documentação e manutenção de bens históricos e culturais, móveis e imóveis;
- Planejar, coordenar e supervisionar as atividades do Teatro 4 de Setembro;
- Assessorar o Governo do Estado na promoção e execução das políticas artísticas e culturais;
- Criar e manter centros artísticos e culturais;
- Promover programas de intercâmbio cultural;
- Formar mão-de-obra especializada para atender e desenvolver atividades na área de cultura.[nota 1]

## Bens tombados e registrados
Uma das obrigações legais é manter, atualizar e administrar, por meio da Coordenação de Registro e Conservação, a relação de Bens tombados e registrados do Piauí, nos termos da legislação brasileira do patrimônio histórico e cultural em concomitância com à legislação estadual, a lei estadual Nº 4.515, de 09 de novembro de 1992. Publicada no Diário Oficial do estado na edição do dia 13 de novembro de 1992.

## Conselho Estadual de Cultura

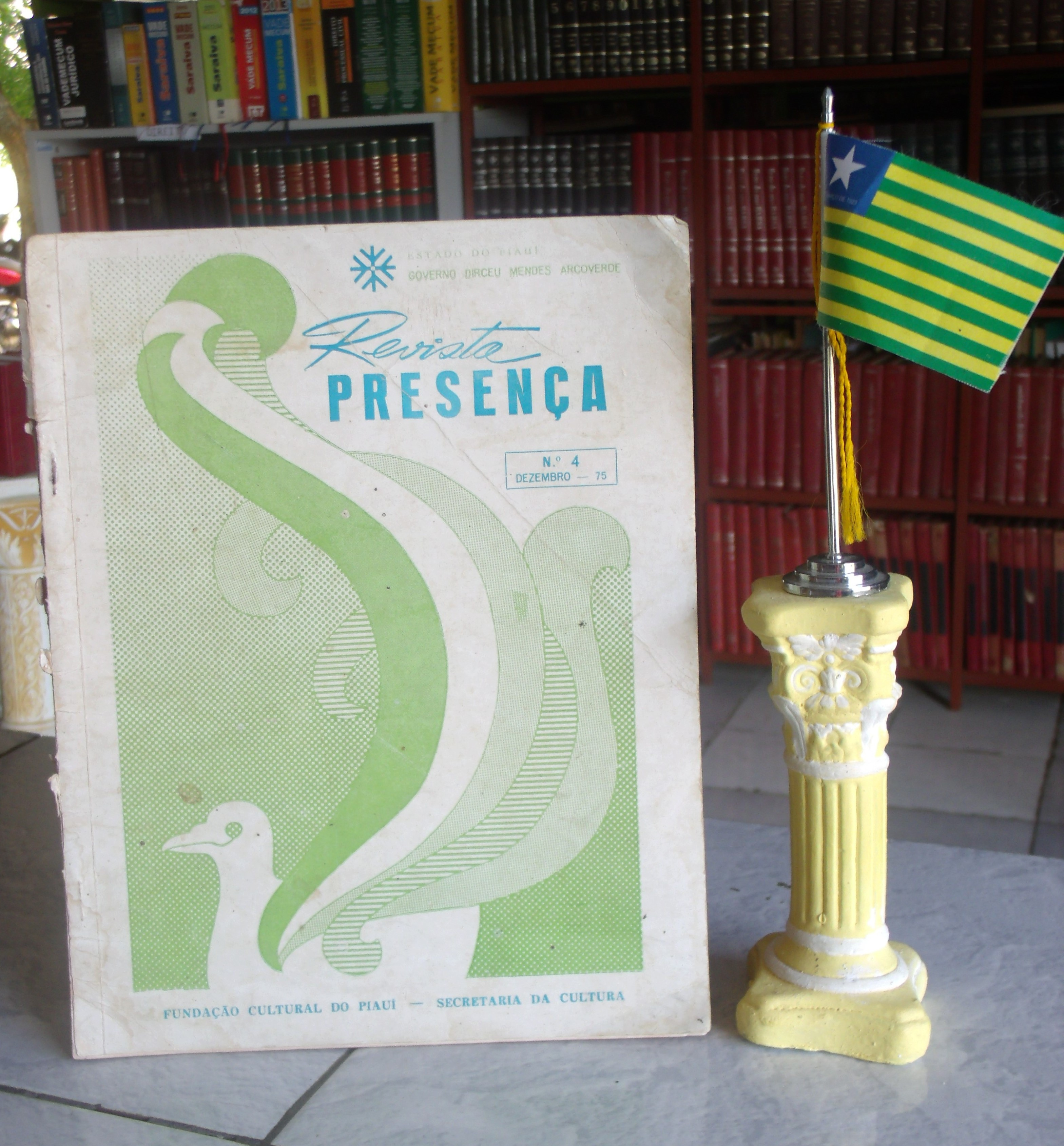
Edição número 4 da Revista Presença, de dezembro de 1975. A publicação é uma revista publicada pelo governo do Estado do Piauí e atualmente, 2018, a edição é a cargo do Conselho Estadual de Cultura do Piauí e a publicação é pela Secretaria da Cultura do estado.

O Conselho Estadual de Cultura do Piauí, também integra a estrutura básica da Secretaria da Cultura do Estado como órgão colegiado consultivo e normativo de caráter permanente.

### Lista de ex-secretários

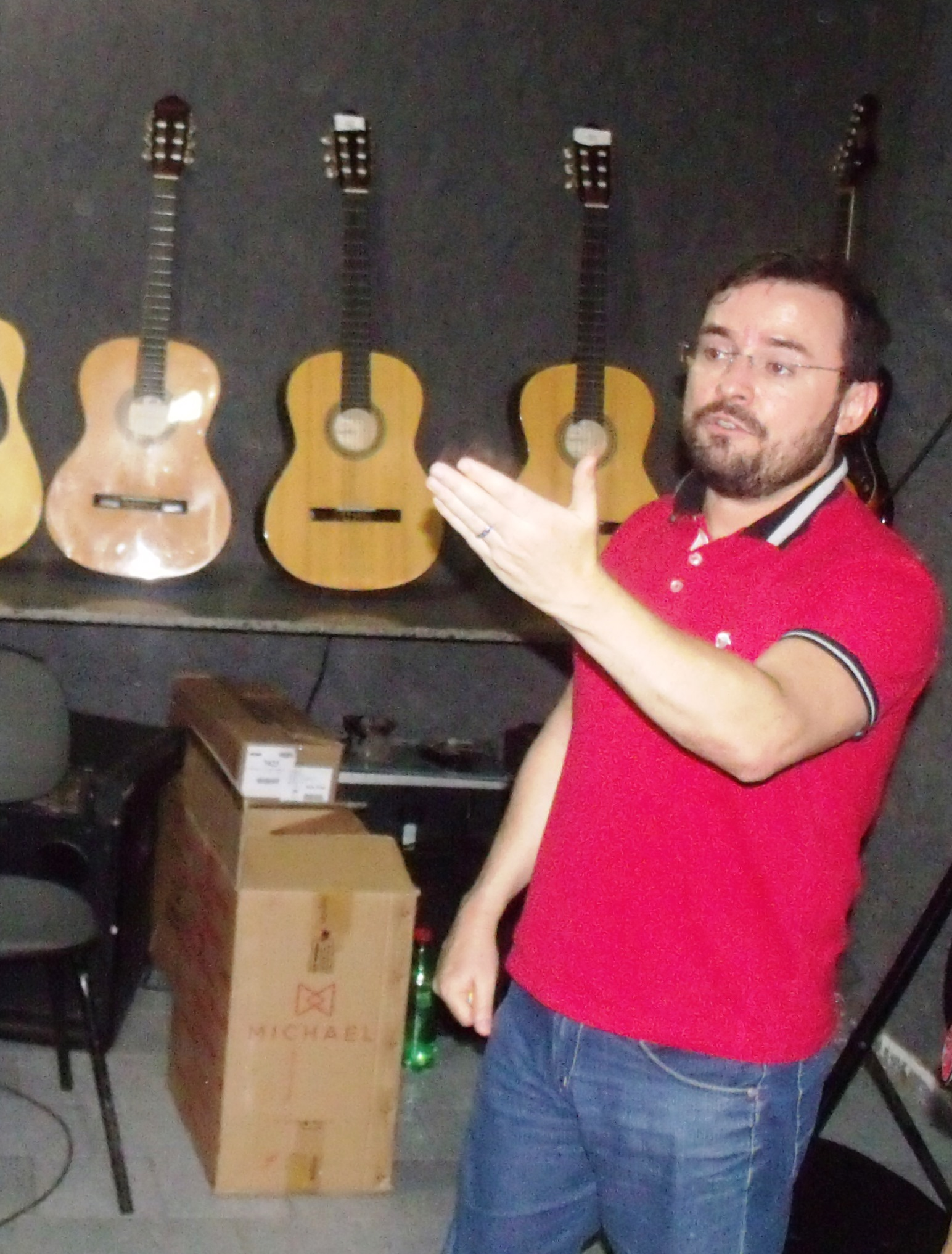
Fabio Núñez Novo foi Secretário da pasta de 2015 a 2018.

- Wilson de Andrade Brandão, abril de 1974[12]
- Francisco Amorim de Carvalho, 1974[13]
- José de Arimatéa Tito Filho, 26/12/1974 a 1975[13]
- Luis Gonzaga Pires, 1975[13]
- Wilson de Andrade Brandão, 1980[14] a 21/05/1982[13]
- Manoel Paulo Nunes, 21/05/1982[15] a fevereiro de 1983[13]
- Jesualdo Cavalcanti Barros, março de 1983 a 1986[13]
- Joaquim de Alencar Bezerra, julho de 1984 ??/??/???[13]
- Padre Solon Correia de Aragão, abril de 1986[16] a ??/??/????[13]
- Israel José Nues Correia, 15/03/1987 a maio de 1988[13]
- João Henrique de Almeida Sousa, maio de 1988[13]
- Antonio de Noronha Pessoa Filho, 1989 a 12/01/1990[13]
- Suzana Tavares Silva, 21/01/1990 a ??/??/????[13]
- Fábio Novo, 2015 a 2018; 2019 a 11/06/2020; out/2020 a 4 de dezembro de idem ano.[17]
- Marlenildes Lima da Silva, 02/04/2018[18] - [nota 3] a 10/07/2019.[19]
- Carlos Adalberto Ribeiro Anchieta[20] de 11 de junho de 2020 a outubro e de 4 de dezembro do idem ano.[21]; até 5 de setembro de 2024.[22]
- Ingrid Pereira da Silva , 05/09/2024 - atual[23]

## Lista de secretarias da cultura de estados do Brasil
- Secretaria de Estado da Cultura do Rio Grande do Sul
- Secretaria da Cultura do Estado de São Paulo
- Secretaria da Cultura do Estado do Ceará